# Antonio de Challant
Antonio de Challant (ur. 1350 – zm. 4 września 1418) – francuski duchowny. Kanclerz hrabstwa Sabaudia 1402 do 1404. W 1404 "awinioński" Benedykt XIII mianował go kardynałem oraz administratorem archidiecezji Tarentaise. W 1408 porzucił jego obediencję i przyłączył się do Soboru w Pizie. Legat pizańskiego antypapieża Jana XXIII we Francji, Anglii i Niemczech. Uczestniczył w Soborze w Konstancji jako ambasador księstwa Sabaudii. Brał udział w konklawe 1417 i poparł wybór papieża Marcina V. Zmarł krótko potem w zamku Bulle koło Lozanny.